# 马来西亚—墨西哥关系
马来西亚—墨西哥关系（英語：Malaysia–Mexico relations）是关于马来西亚和墨西哥之间的外交关系。马来西亚在墨西哥城设有大使馆，而墨西哥也在吉隆坡设有大使馆。

## 历史
1991年9月，时任马来西亚首相马哈迪·莫哈末对墨西哥进行正式访问，成为首位访问墨西哥的马来西亚领导人。在他访问墨西哥期间，两国签署了几项协议，包括马来西亚支持墨西哥加入亚太经济合作组织。同年10月，墨西哥在吉隆坡开设大使馆。1992年，马来西亚在墨西哥城开设大使馆。
1990年代，两国签署了多项双边协议，例如马来西亚和墨西哥公司联合合作提炼棕榈油协议（1991年）、航空运输协定（1992年）、马来西亚中央银行与墨西哥银行之间的信贷和互惠支付协定（1991年）、电信合作谅解备忘录（1994年）和农业合作谅解备忘录（1994年）。